# Cleburne megye (Arkansas)
Cleburne megye az Amerikai Egyesült Államokban, azon belül Arkansas államban található. Megyeszékhelye és legnagyobb városa Heber Springs. Lakosainak száma 24 711 fő (2020. április 1.). Cleburne megye Stone, Faulkner, Independence, White és Van Buren megyékkel határos.

## Népesség
A megye népességének változása:
| Lakosok száma | 25 990 | 25 944 | 25 788 | 25 686 | 25 467 | 24 711 |
|               | 2010   | 2011   | 2012   | 2013   | 2015   | 2020   |